# 羅傑森 (愛達荷州)
羅傑森（英語：Rogerson）是位於美國愛達荷州特溫福爾斯縣的一個非建制地區。該地的面積和人口皆未知。

## 地理
羅傑森的座標為42°13′05″N 114°35′39″W / 42.21806°N 114.59417°W，而該地的平均海拔高度為1493米（即4898英尺）。